# أليس أطلسي
الأليس الأطلسي (باللاتينية: Alyssum atlanticum) نوع نباتي حولي يتبع جنس الأليس من الفصيلة الكرنبية. تضعه بعض المراجع كنويع ضمن نوع الأليس الجبلي.

## البيئة والانتشار
موطنه المغرب العربي وإسبانيا. يوجد في الجزائر والمغرب وتونس.